# 水すまし
水すまし（みずすまし）とは工場などの生産ラインにおいて部品を供給する人のことをいう。

## 概要
部品置場から各作業工程間に部品を運搬して回ることから、水上を旋回するミズスマシに例えられている。